# Athens (Vermont)
Athens – miasto w Stanach Zjednoczonych, w stanie Vermont, w hrabstwie Windham.